# Зангезурский медно-молибденовый комбинат
Зангезурский медно-молибденовый комбинат является крупнейшей горнодобывающей компанией в Армении и входит в 10-у крупнейших производителей молибдена в мире. Деятельность ЗММК началась в годы СССР: весной 1952 года комбинат начал серийное производство. Поначалу рудник эксплуатировался сочетанием подземного и открытого методов добычи руды, а начиная с 1957-1959-х годов - исключительно открытым способом.
Зангезурский медно-молибденовый комбинат находится в юго-западной части Республики Армения, в городе Каджаран Сюникской области, в 30-и километрах на запад от областного центра Капана, и на расстоянии приблизительно в 350 км от столицы Еревана. Годовое производство составляет 22,0 млн тонн руды в год.
ЗММК за последние десятилетия является первым крупнейшим налогоплательщиком Армении, самым крупным работодателем Сюникской области: по состоянию на 2023 год имеет около 4500 работников.
С 2022 года большинство акций Зангезурского медно-молибденового комбината принадлежит группе компаний Geopromining Group, из которых 21% акций принадлежит руководству Армении.